# My Boyfriend's Back
Pour plus de détails, voir Fiche technique et Distribution.
My Boyfriend's Back est un film américain réalisé par Bob Balaban, sorti en 1993.

## Synopsis
Johnny revient d'entre les morts parce qu'il est déterminé à conquérir Missy, l’amour de sa vie (courte vie... disons plus tôt de son enfance).

## Fiche technique
- Titre : My Boyfriend's Back
- Réalisation : Bob Balaban
- Scénario : Dean Lorey
- Photographie : Mac Ahlberg
- Musique : Harry Manfredini
- Pays d'origine : États-Unis
- Date de sortie : 1993

## Distribution
- Andrew Lowery : Johnny
- Traci Lind : Missy McCloud
- Danny Zorn : Eddie
- Edward Herrmann : Mr. Dingle
- Mary Beth Hurt : Mrs. Dingle
- Jay O. Sanders : Sheriff McCloud
- Matthew Fox : Buck Van Patten
- Philip Seymour Hoffman : Chuck Bronski
- Paul Dooley : Big Chuck
- Austin Pendleton : Dr. Bronson
- Brooke Adams : Jeune Missy
- Bob Dishy : Murray le fossoyeur
- Cloris Leachman : Maggie
- Paxton Whitehead : Juge
- Matthew McConaughey
- Edwin Neal